# Команда особого назначения при Башкирском военном совете
Команда особого назначения при Башкирском военном совете — специальное подразделение Башкирского войска.
Сформирована 12 августа 1918 из военнослужащих 1-го Башкирского стрелкового полка, дислоцированного в г. Оренбург. Утверждена 2 октября 1918 года приказом № 55 Башкирского военного совета.
Состав подразделения: начальник команды, два младших офицера и 60 солдат (4 отделения).
В задачу команды входило несение караульной службы в Башкирском военном совете, в том числе охрана и сопровождение председателя Башкирского военного совета А.-З. Валидова.
17 августа 1918 года 10 солдат из команды во главе с подпоручиком Атлановым обеспечивали охрану А.-З.А.Валидова во время командировке в г. Самару в ходе переговоров с Комитетом членов Всероссийского Учредительного собрания.
В сентябре 1918 года сопровождали его в г. Уфу для участия в Уфимском государственном совещании.
7 октября 1918 г. приказом Башкирского военного совета № 58 Команда особого назначения включена в состав вновь сформированного 2-го Башкирского кавалерийского полка имени Г. С. Идельбаева как 6-й эскадрон.
Начальник команды подпоручик Атланов.